# Chase Budinger
Chase Andrew Budinger (Encinitas, 22 de maio de 1988) é um ex-basquetebolista profissional estadunidense que jogou na Liga ACB e Euroliga pelo Baskonia. O atleta possui 2,01m, pesa 98kg e atua na posição ala. Atualmente é  um jogador de vôlei de praia.
Chase Budinger jogou na NCAA pelo Arizona Wildcats entrando para o Draft da NBA em 2009 sendo escolhido pelo Detroit Pistons na 44ª posição.

## Estatísticas NBA

### Temporada regular
| Ano     | Equipe    | PJ  | PT | MPP  | %TC  | %3P  | %TL  | RPP | APP | ROB | TPP | PPP |
| ------- | --------- | --- | -- | ---- | ---- | ---- | ---- | --- | --- | --- | --- | --- |
| 2009-10 | Houston   | 74  | 4  | 20.1 | .441 | .369 | .770 | 3.0 | 1.2 | .5  | .2  | 8.9 |
| 2010-11 | Houston   | 78  | 22 | 22.3 | .425 | .325 | .855 | 3.6 | 1.6 | .5  | .2  | 9.8 |
| 2011-12 | Houston   | 58  | 9  | 22.4 | .442 | .402 | .771 | 3.7 | 1.3 | .5  | .1  | 9.6 |
| 2012-13 | Minnesota | 23  | 1  | 22.1 | .414 | .321 | .762 | 3.1 | 1.1 | .6  | .3  | 9.4 |
| 2013-14 | Minnesota | 41  | 8  | 18.3 | .394 | .350 | .821 | 2.5 | 0.8 | .5  | .0  | 6.7 |
| 2014-15 | Minnesota | 67  | 4  | 19.2 | .433 | .364 | .827 | 3.0 | 1.0 | .7  | .1  | 6.8 |
| 2015-16 | Indiana   | 49  | 2  | 14.9 | .418 | .290 | .708 | 2.5 | 1.0 | .6  | .2  | 4.4 |
| 2015-16 | Phoenix   | 17  | 0  | 11.8 | .511 | .235 | .625 | 1.7 | 0.9 | .2  | .1  | 3.2 |
| Total   | Total     | 407 | 50 | 19.7 | .430 | .352 | .797 | 3.0 | 1.2 | .5  | .2  | 7.9 |